# Ucrania meridional
Ucrania meridional o Ucrania del sur (Південна Україна en ucraniano, transl.: Pivdenna Ukrayina) corresponde a la parte costera de Ucrania junto a la península de Crimea. Durante la época soviética fue el distrito financiero del país. En el litoral del mar Negro se encuentran varias bases de la armada Rusa e industrias navieras.

## División administrativa

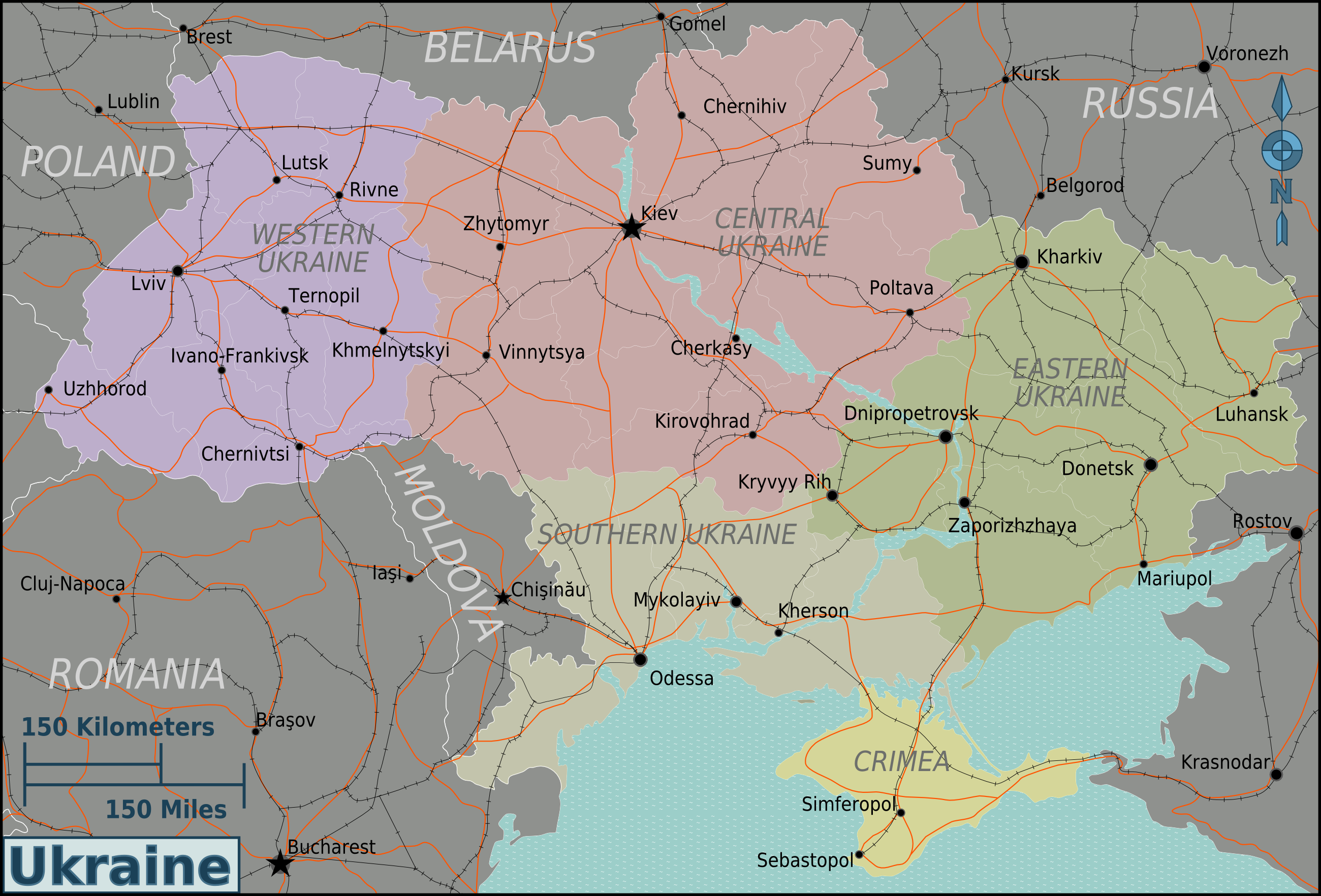
Mapa territorial de Ucrania dividido por regiones. Incluye Crimea

| Región      | Población (por miles) | Observaciones                                                                  |
| ----------- | --------------------- | ------------------------------------------------------------------------------ |
| Crimea      | 2.033,7               | República autónoma Territorio en disputa tras su adhesión a la Federación Rusa |
| Jersón      | 1.175,1               |                                                                                |
| Kirovogrado | 1.133,1               |                                                                                |
| Nicolaiev   | 1.264,7               |                                                                                |
| Odesa       | 2.469,0               |                                                                                |
| Sebastopol  | 379,5                 | Ciudad autónoma Territorio en disputa tras su adhesión a la Federación Rusa    |
| Total       | 8.455,1               |                                                                                |

## Cultura y política
El ruso es el idioma predominante en las provincias sureñas al igual que en la zona oriental. En agosto de 2012, el entonces Presidente Viktor Yanukovich aprobó la ley de lenguas en la que idiomas como el ruso y el tártaro de Crimea compartirían oficialidad con el idioma nacional. De hecho se pueden encontrar documentos administrativos en cualquiera de los dos idiomas.
En temas de índole político y cultural tienden a ser prorrusos. Una ejemplo es el escaso apoyo que dieron al referéndum de independencia de 1991 respecto al resto del país. Según el Instituto Sociológico Internacional de Kiev, el 19,4 % es partidaria de la unión de Ucrania con Rusia en contraste con el 12,5% del territorio nacional. Los ciudadanos de dichas regiones suelen votar a partidos como PCU y al Partido de las Regiones.

## Turismo

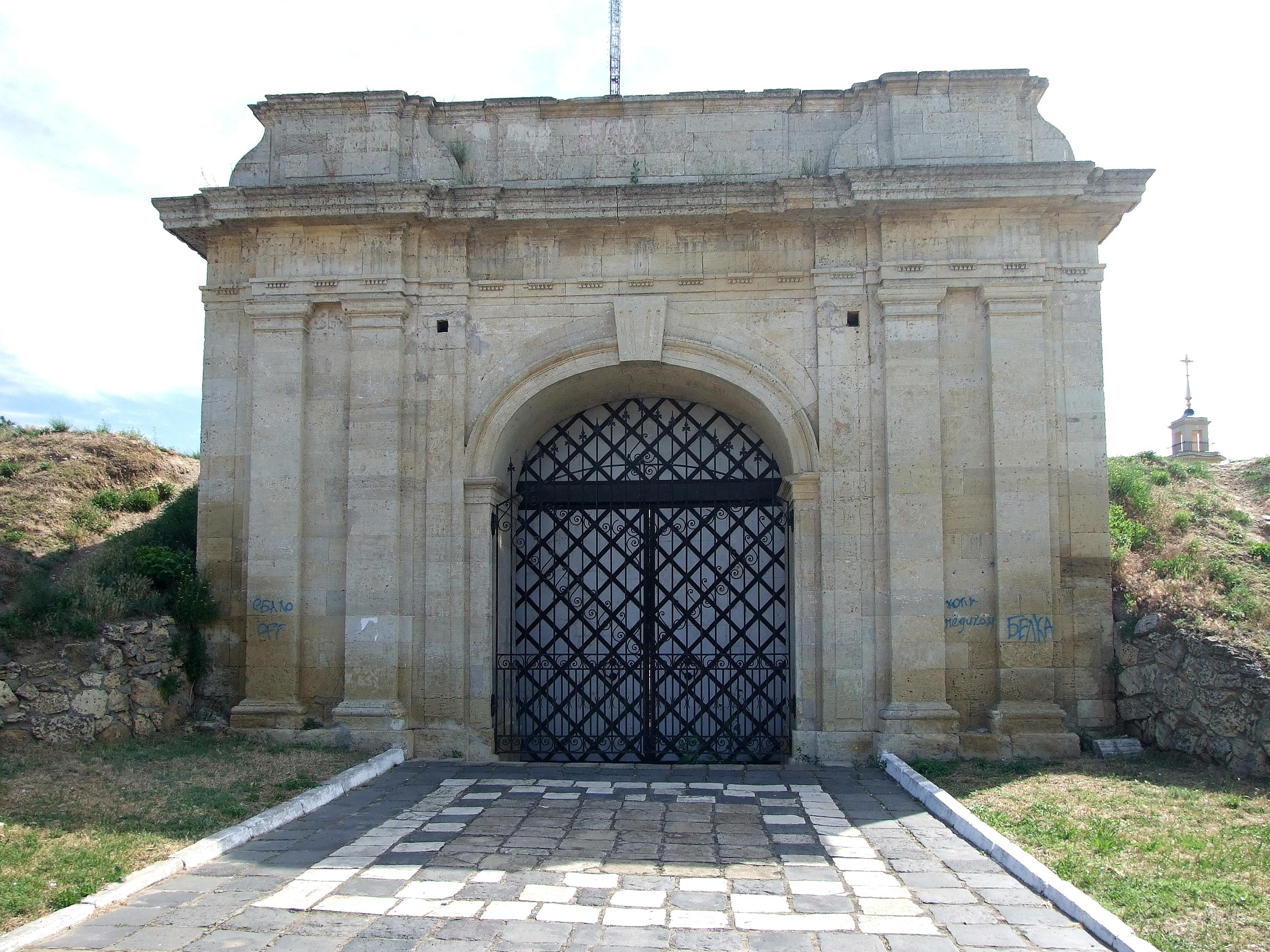
Puerta Ochakiv de Jersón

- La Fortaleza de Jersón - el primer y principal museo al aire libre de la ciudad de Jersón, la primera gran ciudad del sur de Ucrania, un importante centro industrial y cultural.
- El Museo de la Construcción Naval y la Flota - el museo más grande de Mykoláyiv.
- La Fortaleza de Bilhorod-Dniéster - una fortaleza en la Óblast de Odesa, en la costa del Mar Negro.